# Schwimmflügel

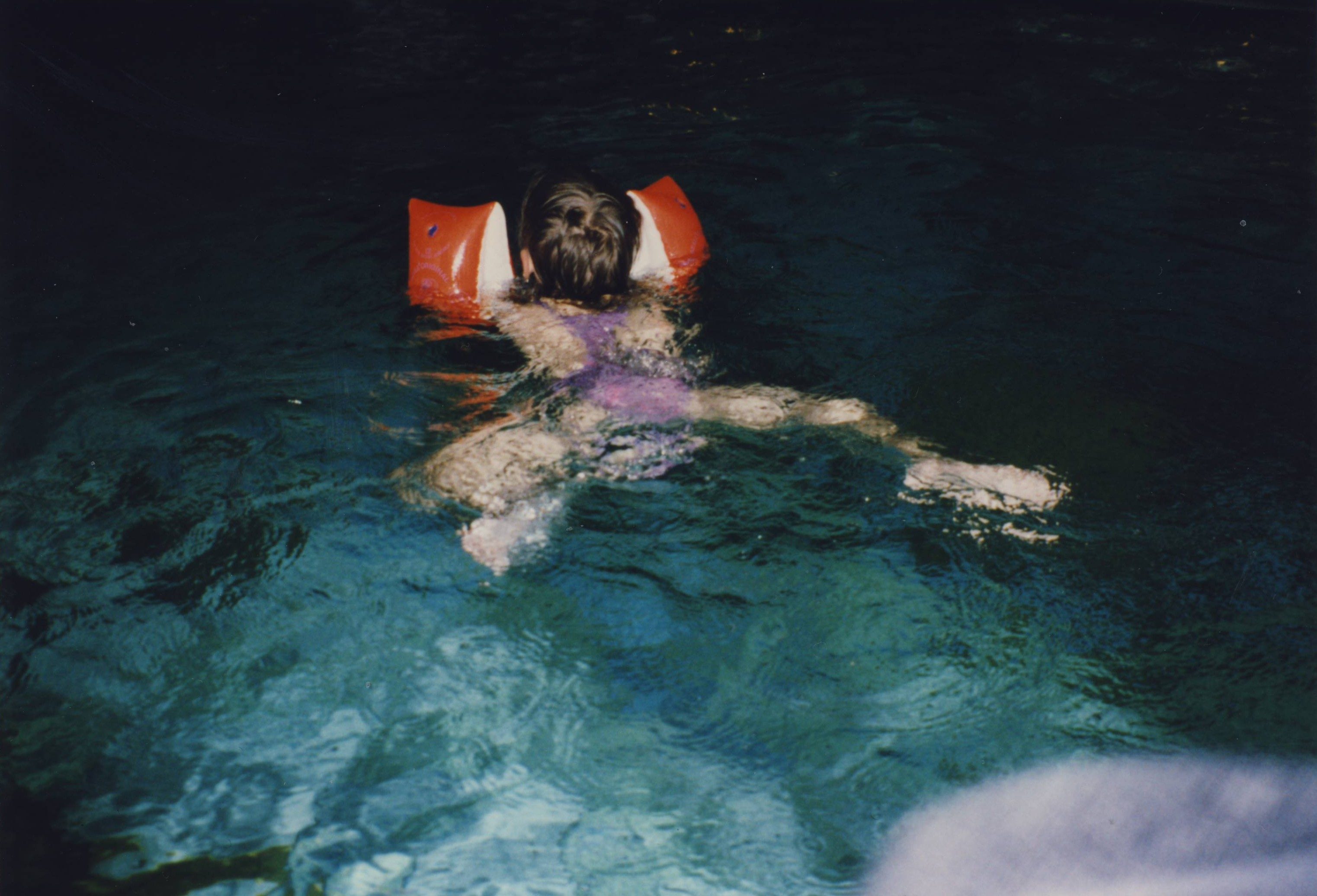
Schwimmen mit Hilfe von Schwimmflügeln

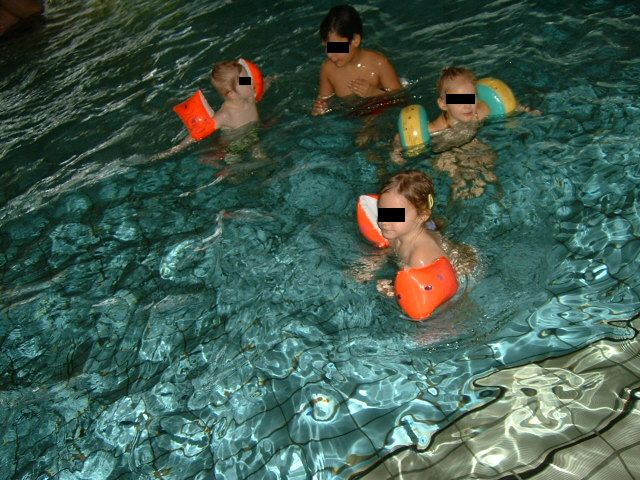
Kinder mit verschiedenen Schwimmflügeln

Als Schwimmflügel (seltener: Schwimmärmel) wird eine Schwimmhilfe aus Kunststoff oder Gummi bezeichnet, die an den Oberarmen getragen wird. Dabei sorgen je zwei aufblasbare Kissen für Auftrieb. Damit sie auch von weitem gut zu erkennen sind, sind die Auftriebskammern meist in leuchtendem Orange gehalten. Schwimmflügel gibt es in verschiedenen Größen. Sie werden von Babys/Kleinkindern, Jugendlichen und Erwachsenen, jedoch hauptsächlich von Kindern zwischen ein und sechs Jahren benutzt. 

## Hintergrund
Der Schwimmflügel wurde in Hamburg von Bernhard Markwitz erfunden. 1956 war seine dreijährige Tochter in einen Goldfischteich gefallen und fast ertrunken. So entwickelte und produzierte Markwitz eine Schwimmhilfe, die das Schwimmen vor allem für Kinder sicherer machen sollte als die bis dahin üblichen Schwimmringe aus Kork. Ein Lottogewinn in Höhe von 253.000 DM verlieh ihm das nötige Startkapital.
Es dauerte noch bis 1964, ehe die Schwimmflügel ihre endgültige Form gefunden hatten. Anfangs hatten die Schwimmflügel nur eine Luftkammer und keine Rückschlagklappen in den Ventilen. Unter dem Markennamen „BEMA Schwimmflügel“ (für Bernhard Markwitz) wurden sie seither über 150 Millionen Mal verkauft. Produziert wurden die Schwimmflügel von der Wehncke Freizeit. Nach dem Tod von Markwitz im Jahr 2000 übernahm dieses Unternehmen die Markenrechte. 2002 gingen diese Rechte an die mit Wehncke Freizeit verbundene Friedola Gebr. Holzapfel GmbH in Meinhard-Frieda über. 2016 wurden die Markenrechte vom Spielwarenhändler Happy People GmbH & Co. KG aus Bremen aus der Insolvenzmasse der Holzapfel-Gruppe erworben.
2000 übernahm der langjährige Partner, das Unternehmen Wehncke Freizeit aus Hamburg, die Firma BEMA. Bis Juli 2002 blieb die Geschäftsführung noch bei Gisela Markwitz, ehe die Lizenzen an die Firmengruppe Friedola Gebr. Holzapfel GmbH in Meinhard-Frieda veräußert wurden. Friedola produzierte 2010 rund zwei Millionen Stück und erwirtschaftete einen Umsatz von 100 Millionen Euro.
Beinahe zeitgleich, auch 1964, wurde in Australien eine weitere Variante dieser sogenannten Oberarmschwimmhilfe erfunden. Der Erfinder Klaus Maertin war aus den gleichen Beweggründen an diese Erfindung herangegangen. Sein Sohn Philip wäre fast ertrunken. Die Schwimmhilfe mit dem Markennamen „Floaties“ verbreitete sich ähnlich schnell wie der Schwimmflügel in Europa. Der wohl markanteste Unterschied ist die Farbe, „Floaties“ sind in Grellgelb gehalten mit blauer Aufschrift und blauen Sicherheitsventilen. Auch die Form unterscheidet sich, die beiden Luftkammern liegen nicht wie beim Schwimmflügel gegenüber, sondern hintereinander gereiht wie jeweils zwei Schwimmringe, die am Oberarm getragen werden. 
Eine ähnliche Schwimmhilfe wurde bereits 1931 in der Oktoberausgabe der Zeitschrift Modern Mechanix unter der Bezeichnung „Inflated Arm Bands“ bzw. „Side Wings“ vorgestellt. Sie war aus Gummi hergestellt; wie die Erfindung von Markwitz bestand sie aus zwei Teilen und wurde an den Oberarmen getragen. Sie hatte je eine Luftkammer, die über ein Ventil aufgeblasen werden konnte. An den Stränden von Los Angeles wurde die Schwimmhilfe erstmals der Öffentlichkeit vorgestellt; sie wurde auch als „Water Wings“ bezeichnet. Da aufblasbare Schwimmhilfen in den Vereinigten Staaten heute generell als unsicher gelten und Schwimmflügel auch die Bewegungsfreiheit der Arme behindern, sind sie in den USA allerdings kaum noch gebräuchlich und wurden dort längst durch andere Schwimmhilfen ersetzt.